# Богдановка (Приазовский район)
Богда́новка (укр. Богданівка) — село, Мелитопольский район, Запорожская область, Украина.

## Географическое положение
Село Богдановка находится на левом берегу реки Корсак. Выше по течению вплотную примыкает к селу Степановка Вторая, ниже по течению в 3 километрах на юго-запад расположено село Владимировка. В 8 километрах на юг находится Обиточный залив Азовского моря. В 2 километрах на юго-запад проходит автомобильная дорога М-14 (E 58).
Расстояние до административных центров: 40 километров на запад до Мелитополя — центра Мелитопольского района, 123 километра на северо-запад до Запорожья — центра Запорожской области.

## Население
|         | 1864 | 1872 | 1886 | 1970 | 2001 |
| ------- | ---- | ---- | ---- | ---- | ---- |
| Дворов  | 68   |      | 87   |      |      |
| Человек | 347  | 363  | 575  | 1452 | 958  |

Основное население — таврические болгары, разговаривают на болгарском языке. На 1887 год обрабатывали землю, имели сады и виноградники, занимались овцеводством.

## История
Село Богдановка основано в 1862 году на месте ногайского поселения Аса́н-Ходжа́ болгарскими колонистами из бессарабского села Чишма-Варуита.
Старые названия — Асан-Ходжа, Оймау́т 1-й.
В 1864 году — болгарская колония, входящая в Бердянский уезд Таврической губернии.
В 1870 году был построен, а в 1871 году освящен каменный молитвенный дом во имя Святителя Николая.
В 1886 году колония входила в Цареводаровскую волость Бердянского уезда Таврической губернии. Имелась лавка.
В 1941—1943 годах во время Великой Отечественной войны село находилось под оккупацией нацистской Германией. 20 сентября 1943 года освобождено советскими войсками.
В 1965—1969 годах построено 74 жилых дома.
В 1970 году в селе действовали восьмилетняя школа, клуб, библиотека.
В 2020 году в результате ликвидации Приазовского района, село вошло в состав Мелитопольского района.

## Упоминания
В 2009 году была издана книга Владимира Демьяновича Добрева «Чушмелий: к 150-летию переселения болгар из Бессарабии в Таврию», описывающая переселение болгар из Бессарабии в сёла Богдановка и Степановка Вторая.

## Галерея

Автомобильная дорога и мост через реку Корсак
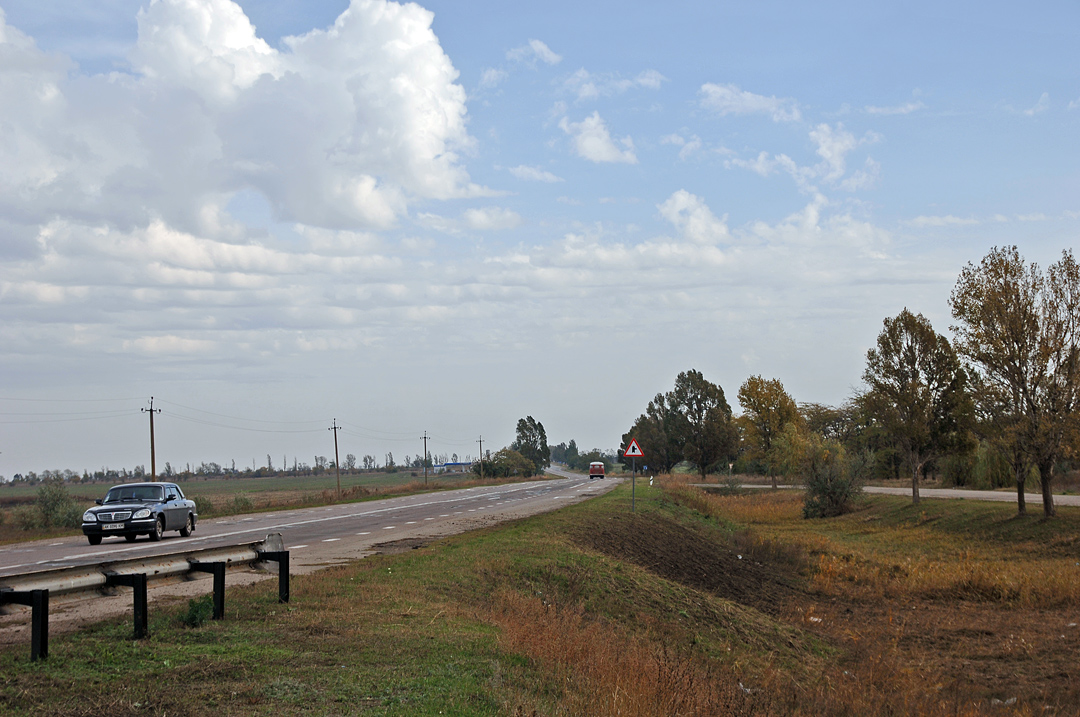
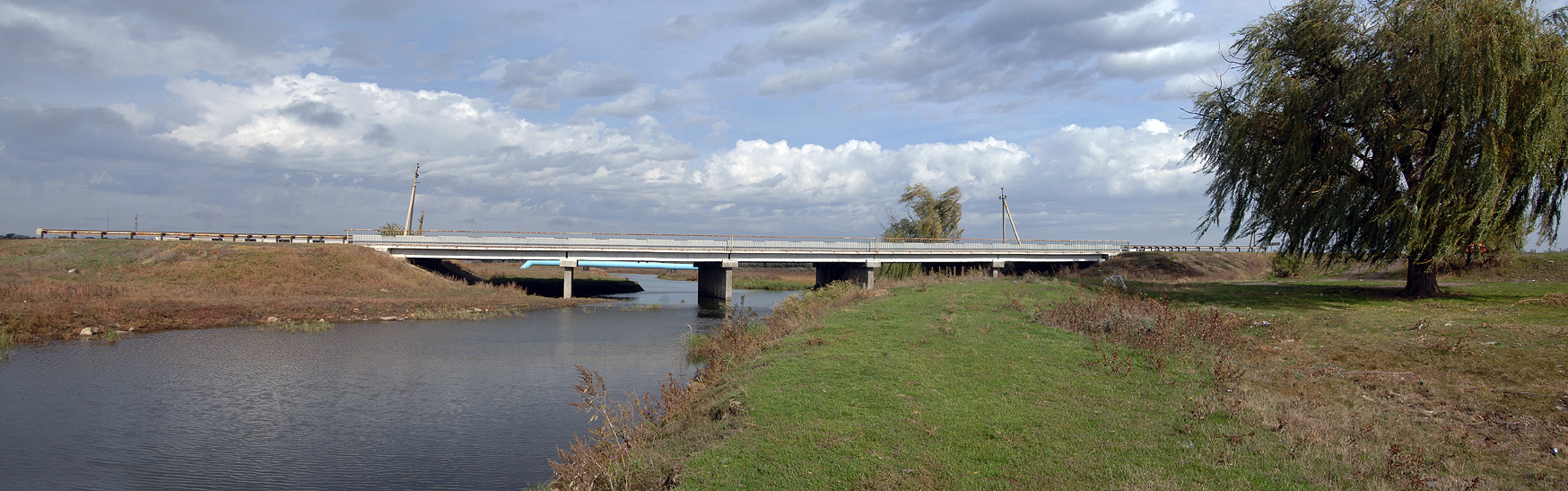
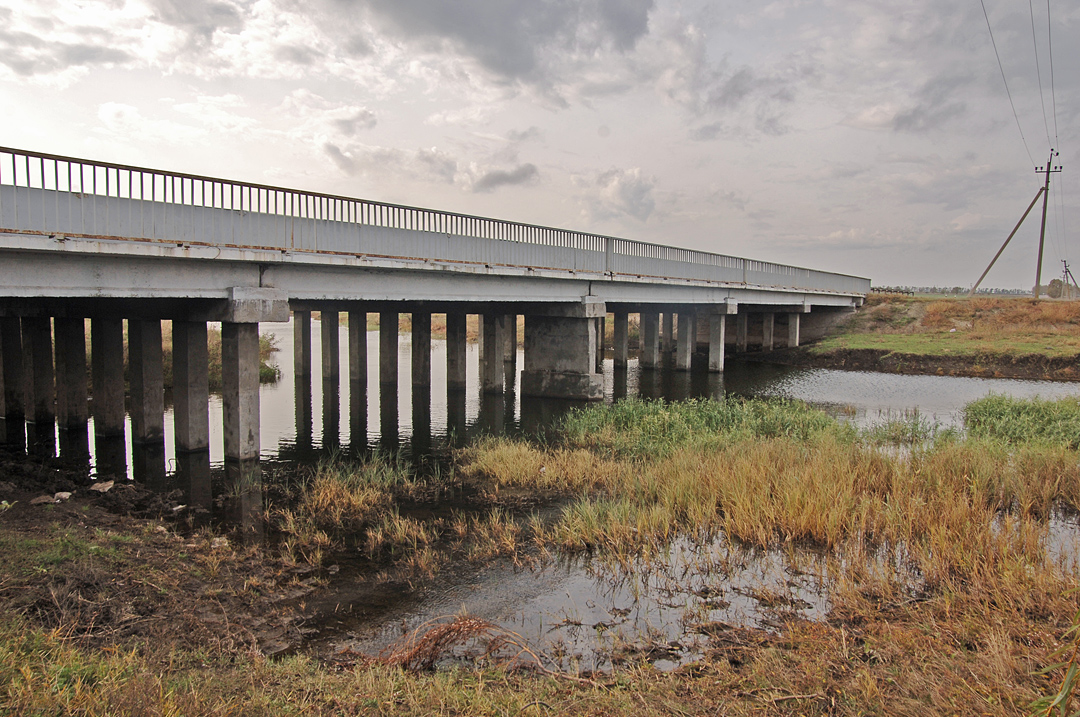

Река Корсак недалеко от Богдановки
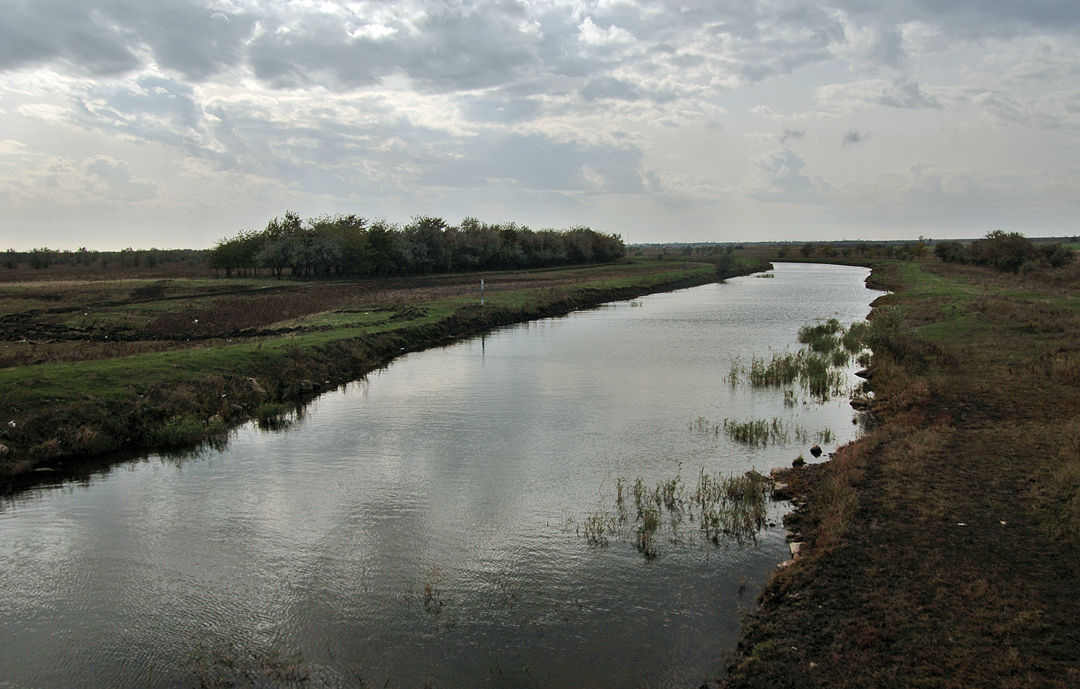
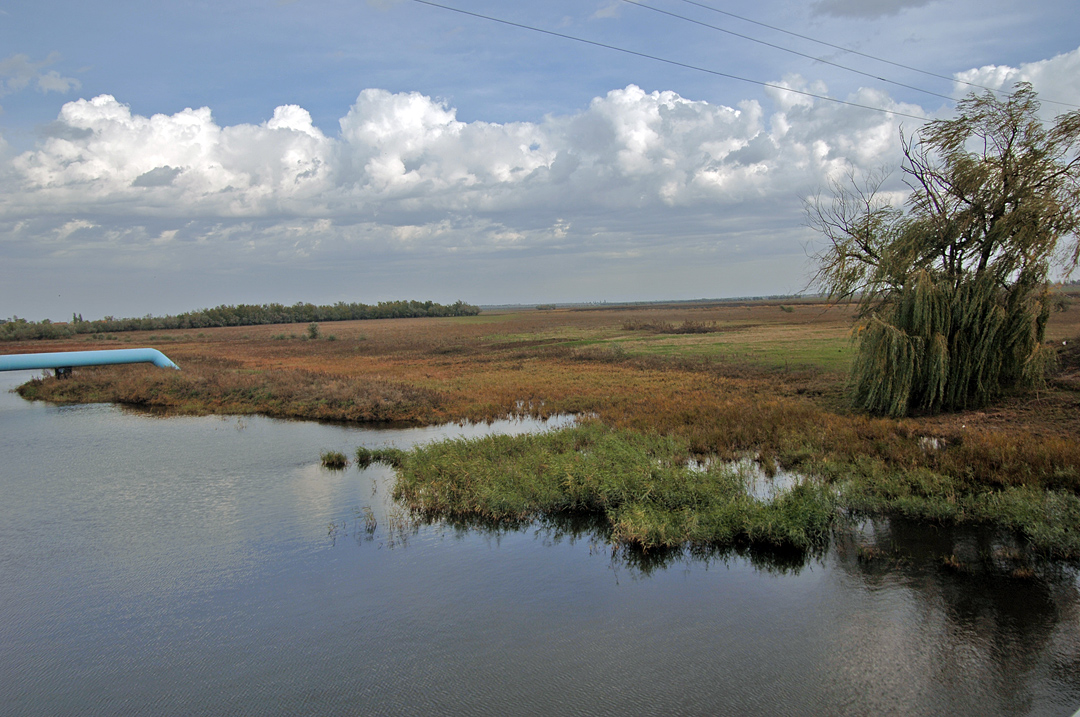

- Автомобильная дорога М-14 (E 58) и мост через реку Корсак

## Объекты социальной сферы
- Детский сад
- Школа
- Дом культуры
- Фельдшерско-акушерский пункт